# Fabio Semenzato
Fabio Semenzato (Treviso, 6 maggio 1986) è un rugbista a 15 italiano, attivo nel ruolo di mediano di mischia, che vanta 12 presenze in nazionale tra il 2011 e il 2012 e 5 scudetti vinti con Benetton e Calvisano.

## Biografia
Cresciuto nelle giovanili del Paese, partecipò nel 2005 al mondiale U-19 in Sudafrica.
In quello stesso anno debuttò nel Super 10 con la maglia del Benetton e, nel corso della sua stagione d'esordio a Treviso si aggiudicò il suo primo scudetto.
Ne vinse altri due (2008-09 e 2009-10) prima che il club divenisse una delle franchise italiane in Celtic League nel 2010, nella quale Semenzato confluì.
Già in nazionale A tra il 2009 e il 2010, debuttò con la nazionale maggiore durante il Sei Nazioni 2011 a Twickenham contro l'Inghilterra.
Successivamente fu convocato per la Coppa del Mondo 2011 in Nuova Zelanda dove giocò da titolare in tre delle quattro partite della fase a gironi contro Australia, Stati Uniti ed Irlanda.
Nell'estate 2014, dopo nove stagioni passate a Treviso, Semenzato si trasferì a Mogliano tornando a giocare nel campionato italiano e, nel 2015, fu aggregato come permit player alle Zebre, l'altra franchise italiana in Celtic League, nel frattempo rinominata Pro12.
Scaduto il contratto a Mogliano Semenzato si trasferì a Calvisano con cui, nel 2017 e 2019, vinse ulteriori due scudetti, rispettivamente il quarto e quinto personale.
Nel 2021 giunse il ritorno a Mogliano, club con cui Semenzato ha vinto lo spareggio-salvezza del TOP10 2022-23 a Piacenza contro CUS Torino.

## Palmarès
- Campionati italiani: 5
Benetton Treviso: 2006-07, 2008-09, 2009-10
Calvisano: 2016-17, 2018-19
- Coppe Italia: 1
Benetton Treviso: 2009-10
- Supercoppe d'Italia: 2
Benetton Treviso: 2006, 2009